# Parti de la justice (Turquie)
Pour les articles homonymes, voir Parti de la justice et du développement (Turquie) et Parti de la justice.
Le Parti de la justice (AP, Adalet Partisi) est un parti politique turc créé après le coup d'État du 27 mai 1960 et la dissolution du Parti démocrate, parti au pouvoir de 1950 à 1960.
Le Parti démocrate (anciennement Parti de la juste voie) et le Parti de la mère patrie, tous deux fondés en 1983, sont les deux successeurs du parti actuellement en activité.

## Historique

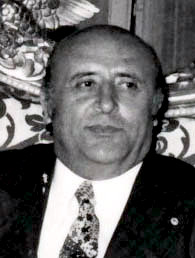
Süleyman Demirel, fondateur du parti.

Süleyman Demirel fonde le Parti de la justice, qui prend la suite du Parti démocrate, au pouvoir de 1950 à 1961 et dissout en 1961. Le Parti de la justice est lui-même dissous lors du coup d'État de septembre 1980.
Ses membres ont fondé en 1983 le Parti de la juste voie et le Parti de la mère patrie. Le Parti de la juste voie, devenu le Parti démocrate en 2007, a absorbé de 2009 à 2011 le Parti de la mère patrie. Ces deux partis sont les deux héritiers du Parti de la justice actuellement en activité.